# Kim Dong-hwi
Kim Dong-hwi (en hangul, 김동휘; nacido el 26 de diciembre de 1995) es un actor surcoreano.

## Carrera
Después de ver el talento potencial de su hijo adolescente, que por entonces formaba parte de un equipo de baile callejero con sus amigos y participaba en concursos, su padre lo animó a convertirse en actor. Kim empezó a subir a los escenarios y finalmente se graduó en el Departamento de Interpretación del Instituto de las Artes de Seúl.
A los 19 años participó en una audición para la película The Royal Tailor (2014), y fue seleccionado para un papel menor. En los años sucesivos continuó su trayectoria con pequeños papeles en cine; a la televisión llegó en 2020, con el personaje de Kim Hu-jung en la segunda temporada de la serie de suspenso Forest of Secrets, de tvN, con un papel breve pero de gran importancia en la trama; su primer papel protagonista en la pequeña pantalla fue dos años después, en Missing: The Other Side.
Sin embargo, fue solo ocho años después (en 2022, aunque la película se había filmado entre 2019 y 2020), cuando se dio a conocer gracias a su papel como Han Ji-woo en el filme In Our Prime, donde comparte la escena con Choi Min-shik. Para acceder a ese papel, su primero como protagonista, fue elegido en una audición con otros 250 candidatos. Su actuación le valió el reconocimiento de la crítica («un actor que cautiva a la audiencia con sus habilidades de actuación sobresalientes»), además de varios premios y candidaturas: en particular, los de mejor actor revelación en los 43.º Premios Blue Dragon Film, en los Premios Busan Film Critics y también en los 27.º Premios Chunsa Film Art.

## Filmografía

### Cine
| Año  | Título                | Hangul                   | Papel                                | Notas                     | Ref.                 |
| ---- | --------------------- | ------------------------ | ------------------------------------ | ------------------------- | -------------------- |
| 2014 | The Royal Tailor      | 상의원                   | Gran Príncipe                        |                           | [ 4 ] [ 8 ]          |
| 2015 | Perfect Proposal      | 은밀한 유혹              | Sung-yeol de adolescente             |                           |                      |
| 2016 | Phantom Detective     | 탐정 홍길동: 사라진 마을 | Estudiante de secundaria             |                           | [ 6 ]                |
| 2018 | Nómada                | 노마드                   | Sang-woo                             | Cortometraje              | [ 1 ] [ 9 ]          |
| 2019 | El niño que quiero    | 하고 싶은 아이           | Min-su                               | Cortometraje              | [ 1 ] [ 9 ]          |
| 2020 | El sueño de Peter Pan | 피터팬의 꿈              | Min-ha                               | Cortometraje              | [ 1 ] [ 9 ]          |
| 2022 | In Our Prime          | 이상한 나라의 수학자     | Han Ji-woo                           | Primer papel protagonista | [ 2 ] [ 10 ] [ 11 ]  |
| 2022 | Christmas Carol       | 크리스마스 캐럴          | Son Hwan                             |                           | [ 12 ]               |
| 2024 | Troll Factory         | 댓글부대                 | Chattatkat, miembro del equipo Aleph |                           | [ 13 ] [ 14 ] [ 15 ] |

### Series de televisión
| Año     | Título                  | Papel        | Canal | Notas                                    | Ref.          |
| ------- | ----------------------- | ------------ | ----- | ---------------------------------------- | ------------- |
| 2020    | Forest of Secrets       | Kim Hu-jung  | tvN   | 2.ª temporada                            | [ 16 ] [ 17 ] |
| 2022-23 | Missing: The Other Side | Oh Il-yong   | tvN   | 2.ª temporada, primer papel protagonista | [ 5 ] [ 18 ]  |
| 2023    | The Deal                | Song Jae-hyo | Wave  | Serie web                                | [ 19 ] [ 20 ] |

## Premios y nominaciones
| Año  | Premios               | Categoría                     | Papel        | Resultado | Ref                  |
| ---- | --------------------- | ----------------------------- | ------------ | --------- | -------------------- |
| 2022 | 58.º Baeksang Arts    | Mejor actor revelación (cine) | In Our Prime | Nominado  | [ 21 ]               |
| 2022 | 43.º Blue Dragon Film | Mejor actor revelación        | In Our Prime | Ganador   | [ 22 ] [ 23 ] [ 24 ] |
| 2022 | Buil Film             | Mejor actor revelación        | In Our Prime | Nominado  | [ 25 ]               |
| 2022 | Busan Film Critics    | Mejor actor revelación        | In Our Prime | Ganador   | [ 26 ]               |
| 2022 | Chunsa Film Art       | Mejor actor revelación        | In Our Prime | Ganador   | [ 27 ]               |
| 2022 | 58.º Grand Bell       | Mejor actor revelación        | In Our Prime | Nominado  | [ 28 ]               |
| 2023 | 21.º Director's Cut   | Mejor actor revelación (cine) | In Our Prime | Nominado  | [ 29 ]               |